# PPSh-41
PPSh-41（ロシア語：Пистолет-пулемёт Шпагина (ППШ) （Pistolet-Pulemyot Shpagina））とは、第二次世界大戦時にソビエト連邦（以下「ソ連」と表記）で使用された代表的な短機関銃である。
正式名称は「7,62-мм пистолет-пулемёт образца 1941 года системы Шпагина （シュパーギン1941型7.62mm短機関銃）」。バラライカあるいはマンドリンの異名でも知られる。

## 開発
1939年11月、ソ連軍はフィンランドに侵攻し、冬戦争が勃発した。だが、ソ連はフィンランド軍を相手に大苦戦し、特に小部隊でスキー武装したフィンランド軍がソ連軍補給部隊に仕掛ける一撃離脱戦法に悩まされる。彼らの装備していたKP/-31のような短機関銃は、近距離における瞬発火力が、小銃よりずっと高かった。また銃身が短い分、森林のような場所での取り回しも良かった。
この戦いにより近接戦闘時の短機関銃の有効性を再認識したソ連軍は、同年2月に生産中止になって兵器庫にしまい込まれていたPPD-34/38を慌てて引っ張り出し、同年12月にPPD-38の増産を決定した。
1940年、改良型のPPD-40を開発・生産するが、依然として非常に重く、鍛造部品を削り出す大量生産に不向きな製造工程は変わらなかった。そこでソ連軍は大量生産の可能な短機関銃の開発を求めた。
銃設計技師のゲオルギー・シュパーギンはPPD系短機関銃を徹底的に分析し、これをより近代的な生産方式で製造することを考え、1940年9月にプロトタイプを軍に提出。同年10月に、シュピタルーニとの競争試作に勝利し、同年12月に砲兵総局局長のソ連邦元帥グリゴリー・クリークからPPSh-41として制式採用する旨が伝えられた。

## 概要

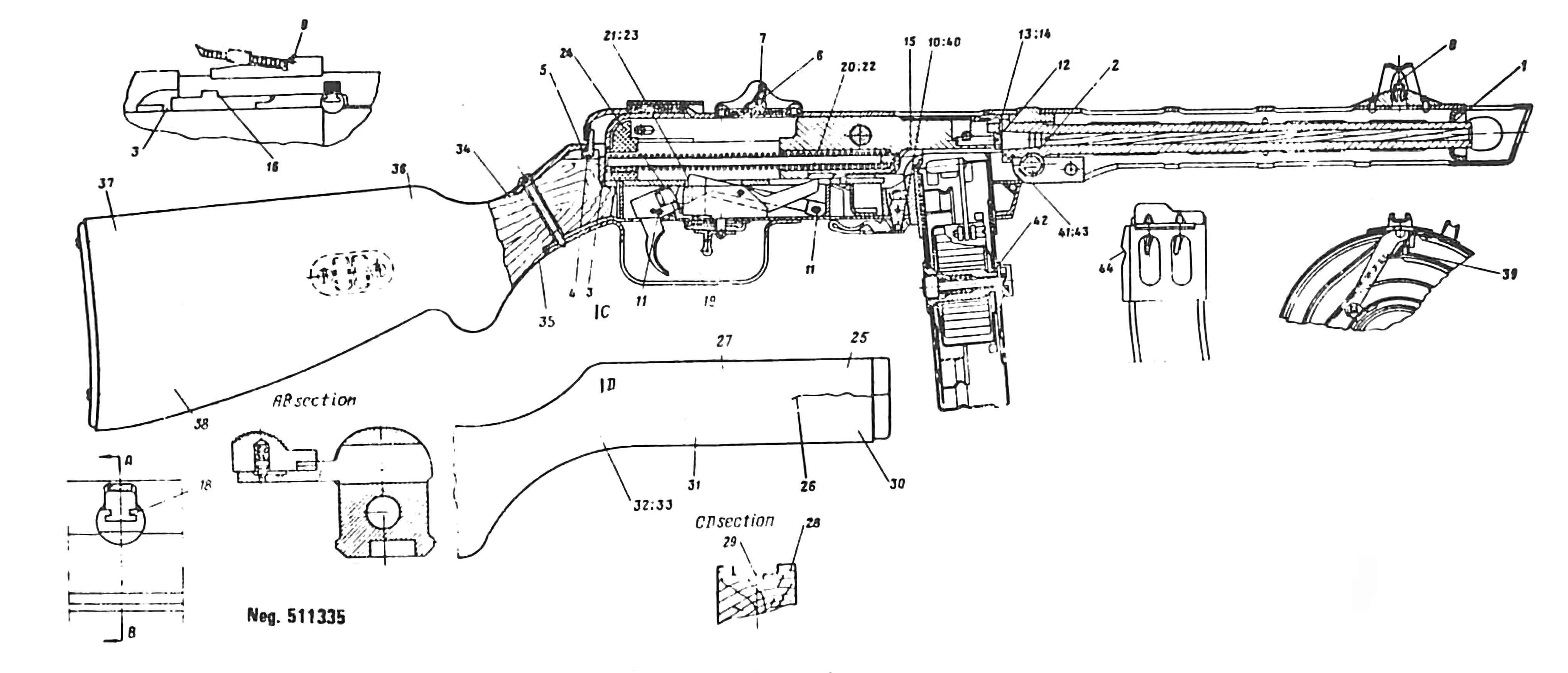
PPSh-41の構造図

PPSh-41は依然としてPPDから使用されていたドラム型弾倉（後に箱型弾倉が登場）・木製ストックを採用しているものの、各所に新機軸が加えられている。
レシーバ（機関部）はドイツのMP18と同じく上下2分割構造であり、メンテナンス時には銃身基部にあるヒンジを軸に中折れ状態に分解できる。
銃身放熱カバーと上部レシーバ（機関部）は一体構造であり、鋼板プレス（高度な水準ではなく板金曲げ加工に近い）で製造され、銃身は基部を支えるカラーとともに放熱カバー内に挿入され、リベットで固定されている。
当時の短機関銃には低空で飛来する敵機への対空射撃能力も期待されていたため、ボルトは軽量化されて発射速度は900 - 1000発/分と格段に上がっていた。後退したボルトがレシーバに直接衝突することを防ぐために、ボルトスプリングの後端には緩衝材が設けられた。
また、銃身カバー先端を傾斜させ、発射時に噴出するガスの圧力で銃口を押し下げるマズルブレーキとして用いる工夫がなされ、以降のソ連製自動火器では様々なアイデアのマズルブレーキが装着されるようになった。
ドラム型弾倉についてはPPDと同じものを引き続き採用したが、工場や製造時期によって、補強用の溝の半径が異なるものが数種類ある。弾倉止めのレバーは、誤操作を防ぐために起倒式であった。
銃身については、「どうせホースの水のように弾丸をばら撒くのだから命中精度は問題ない」として、兵器庫で山積みになっていたM1891/30の銃身を切断して、2丁のPPSh-41の銃身として製造しようとする話があったが、実現していない。

## 改良

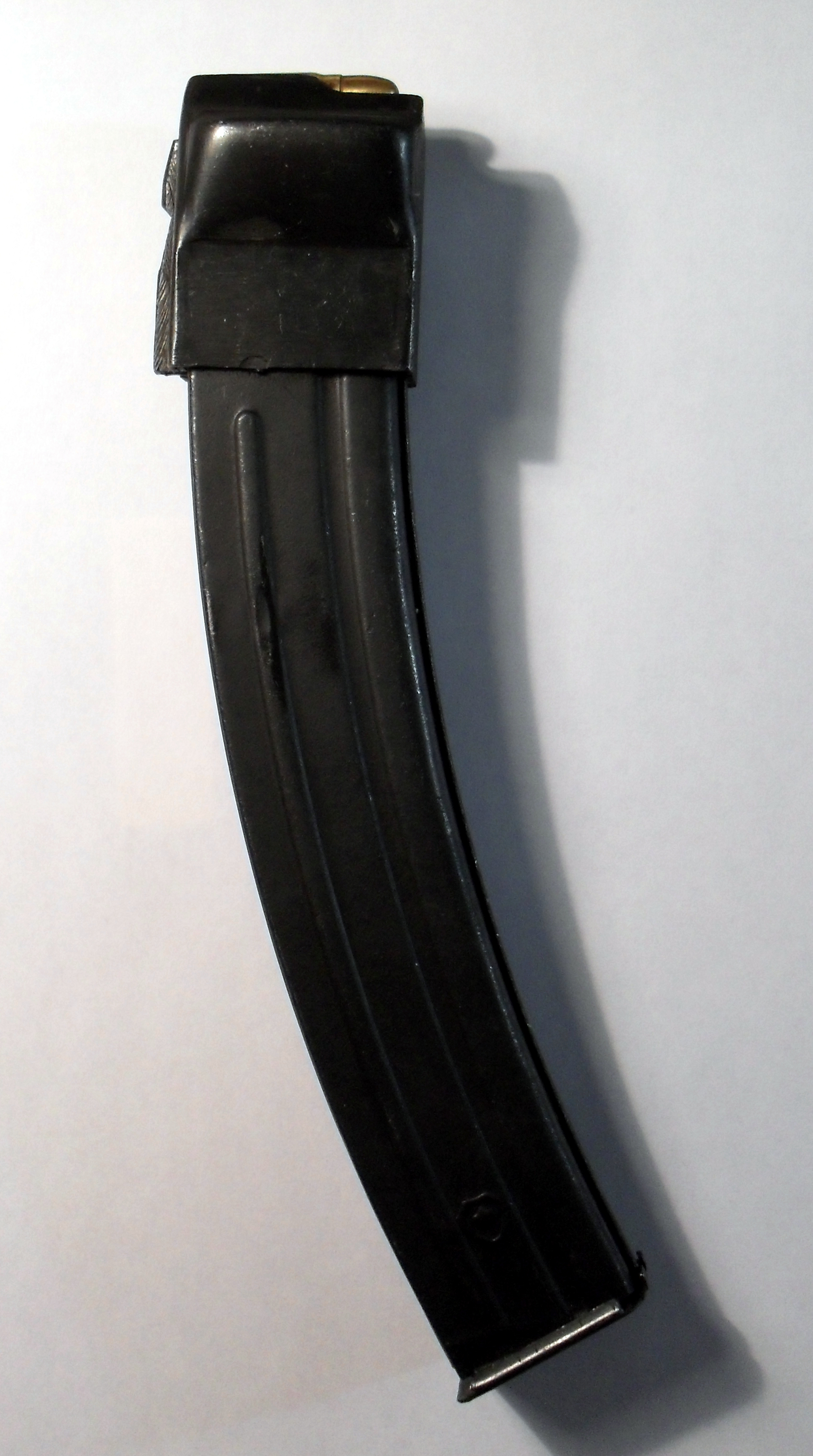
箱型弾倉

PPDから採用されていたドラム型弾倉は、弾薬装填にゼンマイを使用し、ドラム内に均等に弾薬を並べることが大変だった。また装填中に弾薬が弾け飛び、ゼンマイで指を切断するといった事故もしばしば起きた。これは本銃のドラム型弾倉の構造が、銃弾送り用ゼンマイを巻いてから銃弾を装填していくためである。
1942年2月には国家防衛委員会から、PPSh-41の生産拡大には構造が複雑なドラム弾倉は不適であると指摘される。そこで35連発用の箱形弾倉を試作し、配備されたようになった。だが、今度は弾倉がへこむという苦情が前線から出るようになる。調べてみると厚さ0.5mmの鉄板では強度不足であることが判明し、1mm鉄板に変更してみると問題が解決された。
ドラム弾倉の問題以前から、照準器の簡略化が言われており、実験的に500mサイトを廃止し、100mと200mのみの近距離専用型にしてみたところ実用に問題がなかったため、この仕様で生産されることになった。同時に照星も溶接による単純固定式となった。のちの改良で、照準器側面にはカバーが付けられたものが生産された。
その他の改良としては、弾倉受部が補強され、銃身内はクロムメッキを施し、緩衝材が厚さ18mmのファイバーから革製に代用されていった。
こうして生産効率を第一にした改良により単純な構造となって、過酷な気象状況で手入れしなくとも確実に動作するため、信頼性が向上した。

## 運用
PPSh-41は制式採用後、1941年に98,664丁造られ、ドイツ軍の侵攻に間に合う形になった。1942年には149万9,269丁造られ、1941年元旦の部隊交付数は5万5,147丁 だったのが、1942年元旦には29万8,276丁、1943年元旦は67万8,068丁、1944年で142万7,085丁 が部隊で使用されるまでになり、終戦までに500万丁以上 という大量生産が行われた。
このため、どの歩兵中隊にもSMG小隊は存在し、ソ連海軍歩兵から、偵察部隊や空挺部隊などの特殊部隊まで幅広く使用され、戦車跨乗大隊では全員が装備している部隊もあったほどである。まさにソ連軍を代表する短機関銃となった。
しかし、大量に配備されたからと言って、不満がなかったわけではなく、偵察兵と戦車兵、工兵や通信兵などから重量や携帯性から使いづらいと批判があり、また、軍当局もPPSh-41の生産が軌道に乗ると、少し材料を浪費していると考えるようになる。1942年、ソ連軍はPPSh-41よりコンパクトで生産効率が良い新型短機関銃の開発を要求する。シュパーギンはPPSh-2をデザインするも不採用となり、スダエフのPPSが採用されるが、既に本銃が前線に大量配備されていたことから生産は抑制され、1945年までに100万丁近く製造されるに終わった。また、PPSが採用されていても、PPSh-41は1945年まで生産され続けた。
PPSh-41はドイツ兵からは「バラライカ」、また日本兵からは「マンドリン」など様々な異名をつけられた。また、装弾数の多さや堅牢な構造が好まれたのか、ドイツ軍は鹵獲した本銃に「MP717(r)」という名称を与えて使用した。（逆に赤軍は、MP40を好んで使用していた。）
第二次大戦後、AK-47の採用でソ連軍から退役したPPSh-41は、東側諸国に供与された。また、中国（50式衝鋒槍）と北朝鮮（49式衝鋒槍）でライセンス生産がなされ、朝鮮戦争やベトナム戦争において共産主義勢力の主力短機関銃として使用されていた。北ベトナム軍ではPPsh-41にMAT 49やAK-47の部品を組み合わせた「K-50M」という改良型も生産された。
第二次大戦直後に武力によって独立を勝ち取った国や政権を奪取した政府にとって、戦乱で使用したPPSh-41は革命の象徴とされることが多く、様々なシンボルのモチーフにされている。例を挙げるとハンガリー労働者民兵の組織の団章（団旗）には、PPsh-41の図柄が取り入れられている。このような革命の象徴としての扱いは、後のカラシニコフ小銃への扱いとも共通している。

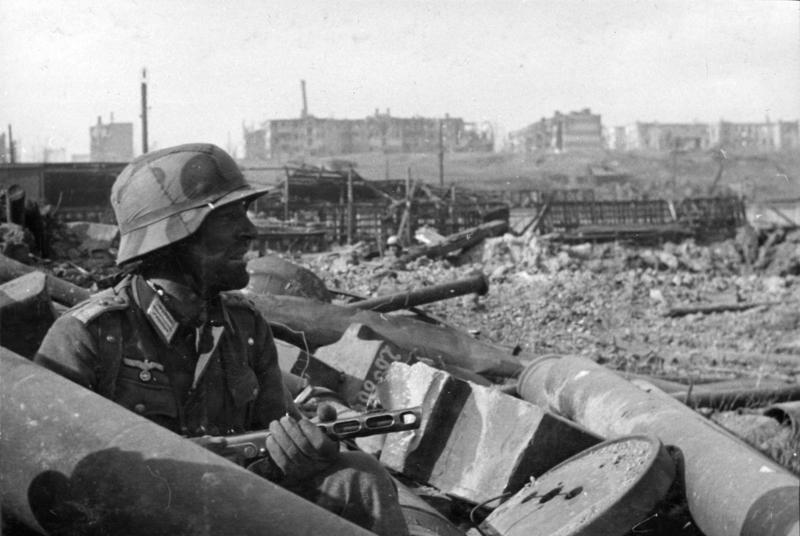
スターリングラードで鹵獲したPPSh-41を使用するドイツ兵（1942年）
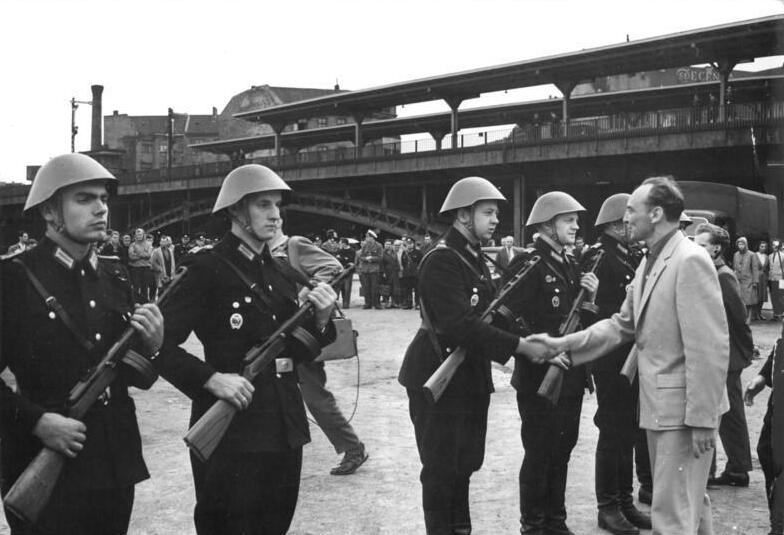
PPsh-41を装備した東ドイツの鉄道警察（ベルリン、1961年8月19日）
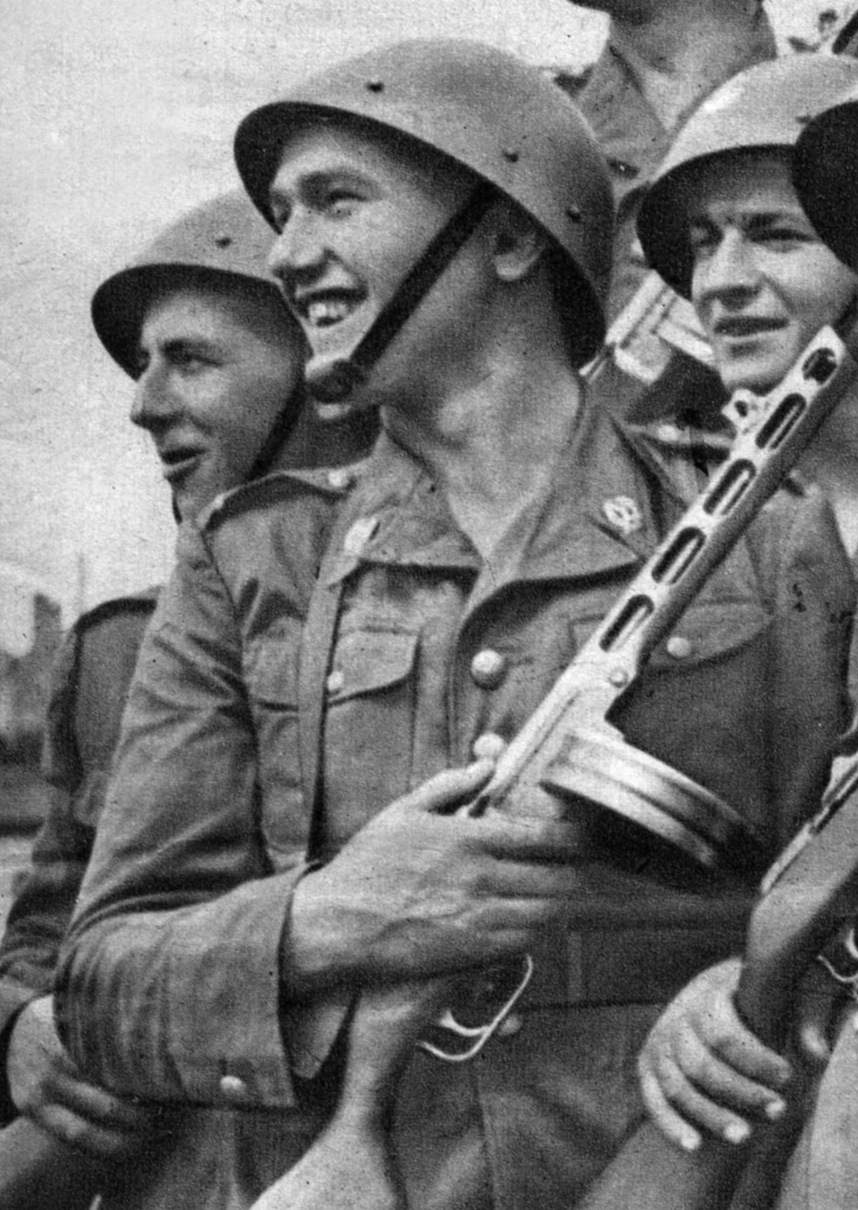
PPSh-41を装備するポーランド兵（1951年）
PPSh-41を持って行進するコムソモールの青年（1975年）
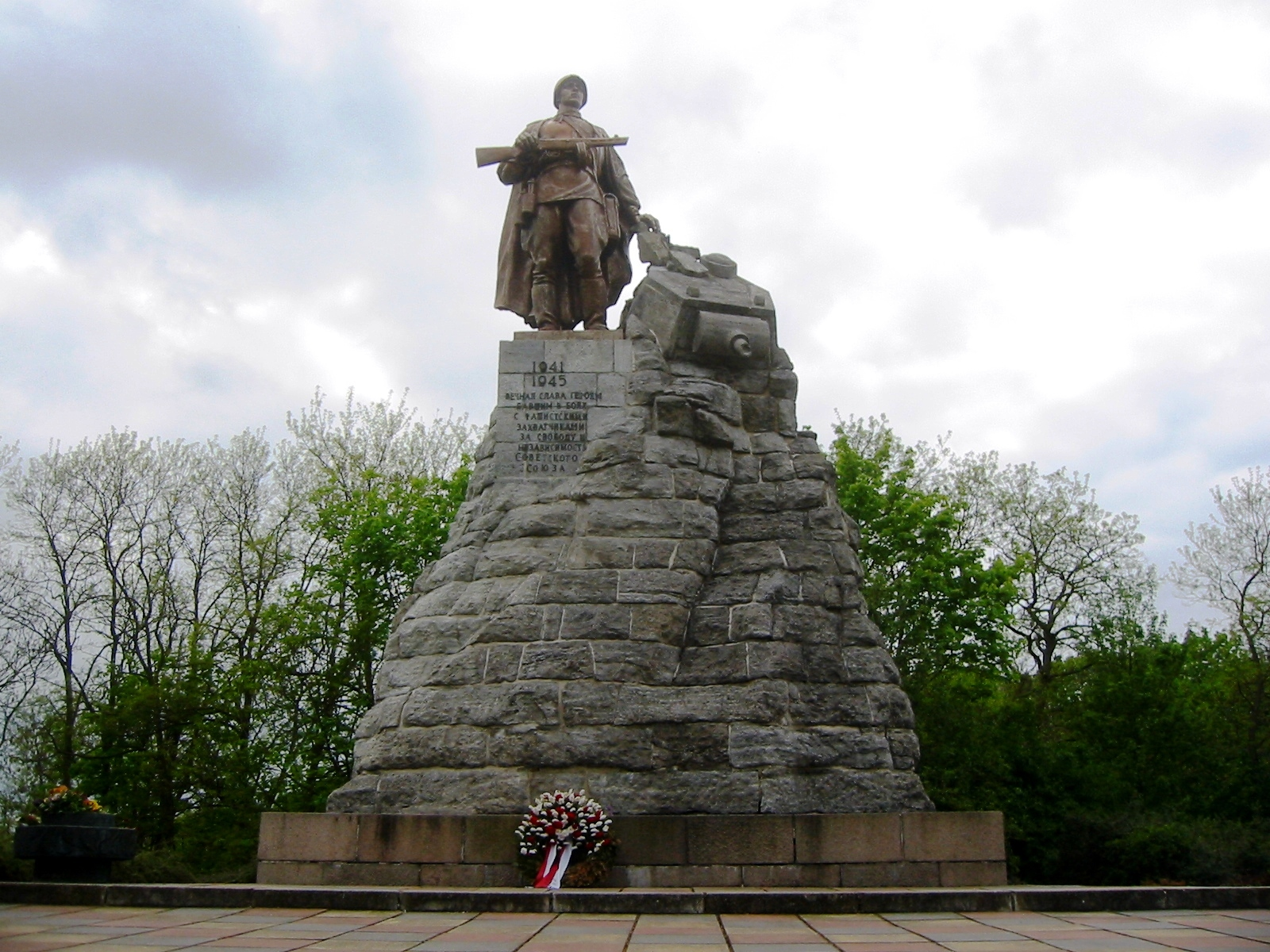
PPSh-41を装備したソ連兵顕彰碑（ドイツ、ゼーロウ高地）
ハンガリー労働者民兵の団章
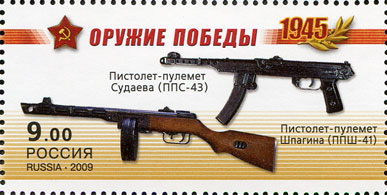
大祖国戦争戦勝65周年6ルーブル切手のPPSh-41とPPS（2009年）

## バリエーション
PPSh-41
第二次世界大戦でソ連軍が使用したオリジナルタイプ。改良の項目にあるように、生産時期によって仕様に差異がある。また、生産工場によって部品形状など、細かい箇所での差が多く見られる。
戦後は東側諸国に広く供与された。
MP717(r)
ドイツ軍が鹵獲したPPSh-41の呼称。ソ連軍の7.62x25mmトカレフ弾とドイツ軍の7.63x25mmマウザー弾には互換性があり、チャンバーやバレルに手を加える事なくそのまま使用された。

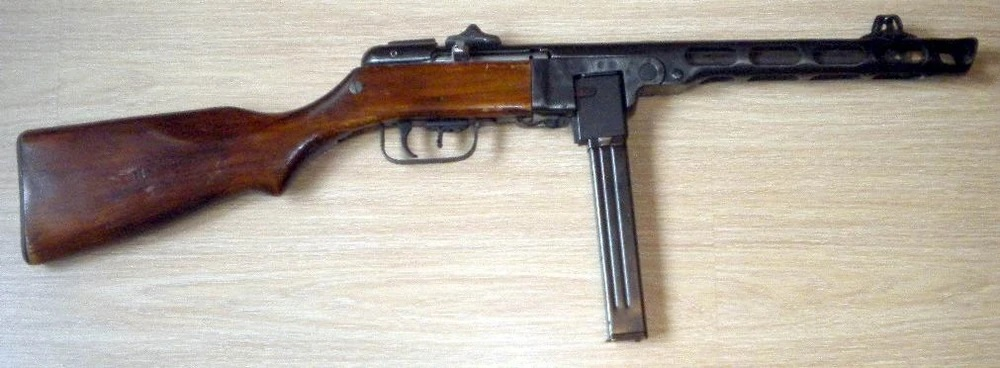
MP41(r)
ドイツ軍が鹵獲したPPSh-41の中で、自国の主力拳銃弾である9mmパラベラム弾を使用するためにバレルを交換し、MP40弾倉用のアダプターを装着したものはMP41(r)と呼称された。
50式衝鋒槍
中国でライセンス生産されたPPSh-41。オリジナルのPPsh-41と比べて、前後照準器や負い革金具の位置がわずかに異なる。PPsh-41では弾倉装着部の上左右に三角形の補強板が無いものとあるものとがあるが、50式は基本的に補強板を持たない。また照門の形状がオープンノッチではなく環形である。箱型弾倉専用という俗説があるが、生産量は少ないもののドラム型弾倉も使用できた。
北ベトナム軍も中国から供与された本銃を使用した。
49式短機関銃
北朝鮮でライセンス生産されたPPSh-41。ドラム型弾倉を使用する。
M49短機関銃
ユーゴスラビア社会主義連邦共和国で設計された短機関銃。1949年から、ツァスタバ・クラクヤベク兵器廠で製造された。
全体のデザインはPPSh-41に強い影響を受け、ドラム型弾倉・箱型弾倉の互換性があるものの、内部構造は異なる。PPSh-41とは、レシーバーと銃身放熱カバーが切削加工された円筒状である、コッキング・ハンドルの形状が異なる、薬莢口が左上に開いている、レシーバーの後部に取り付けられたエンドキャップが銃把の上にはみ出している、引き金の斜め上にクロスボルト式の安全装置がある点など、外見上の差異から区別できる。 照星を保護するカバーはKar98kとよく似た形をしている。
ユーゴスラビアで撮影されたいくつかの戦争映画にはPPSh-41の代役として登場している。
K-50M
北ベトナム軍が使用した50式衝鋒槍の改良型。
50式衝鋒槍は木製曲銃床だったが、本銃は木製の銃把と鉄製のパイプ状の銃床に変更されている。銃床は前後にスライドさせて長さを変えられる。50式衝鋒槍より3in短く、銃身放熱カバーの形状も変更され、外観は50式衝鋒槍と大きく異なっている。グリップと照星はAK-47、銃床はMAT 49の形状に類似している。
ショカツ
クロアチア紛争時、クロアチアで製造された短機関銃。
PPSh-41の基本構造を踏襲しつつ、前半が露出した銃身、ピストルグリップ、折り畳み式銃床を備える。クロアチア勢力の兵器不足を補うべく、複数の小規模な工房で製造されたため、様々なバリエーションがある。

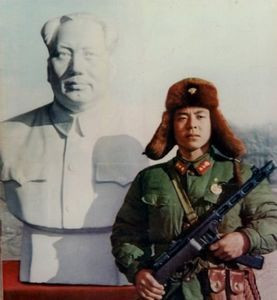
50式衝鋒槍を持つ中国人民解放軍の雷鋒
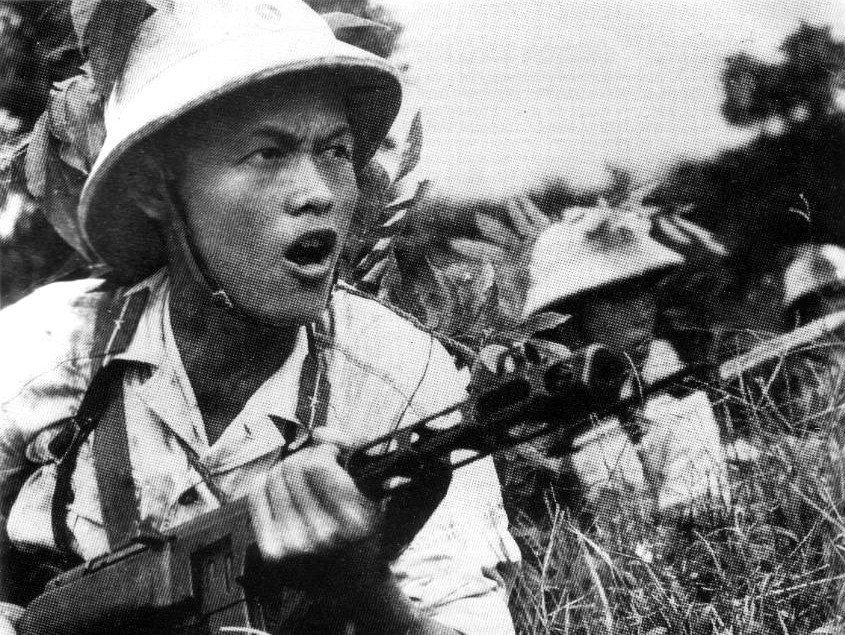
50式衝鋒槍を装備した北ベトナム軍伍長（1966年頃）
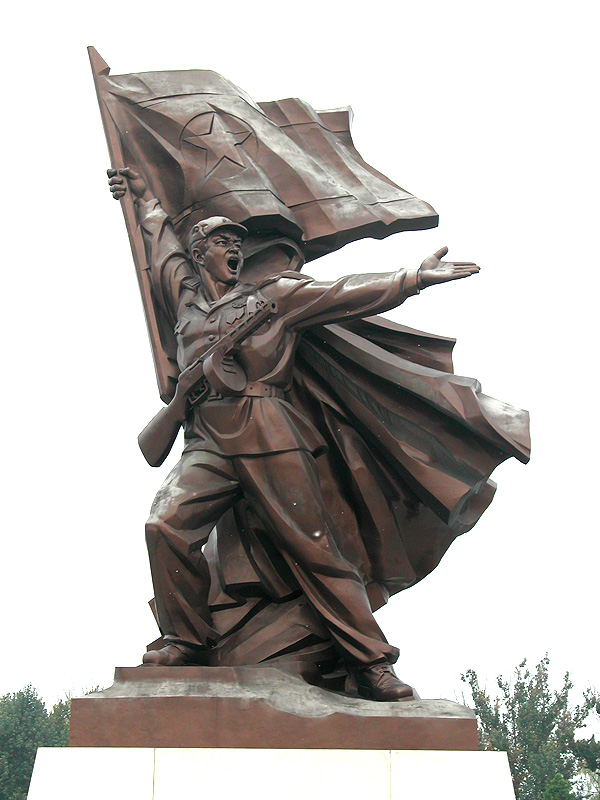
49式衝鋒槍を装備する北朝鮮兵のモニュメント（祖国解放戦争勝利記念館）
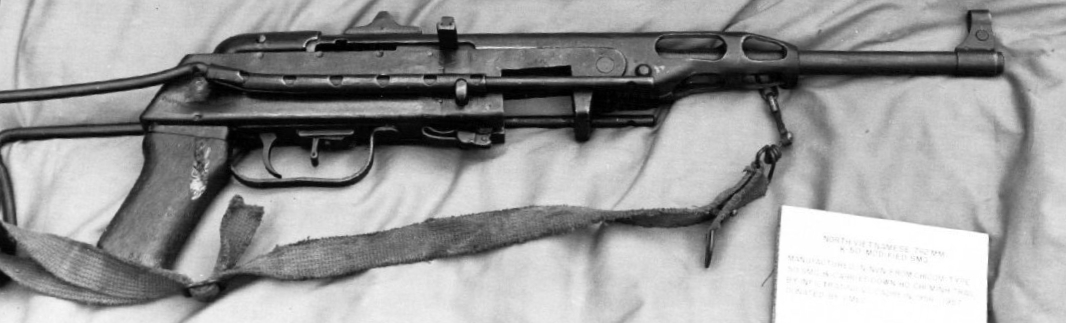
K-50M

## 登場作品

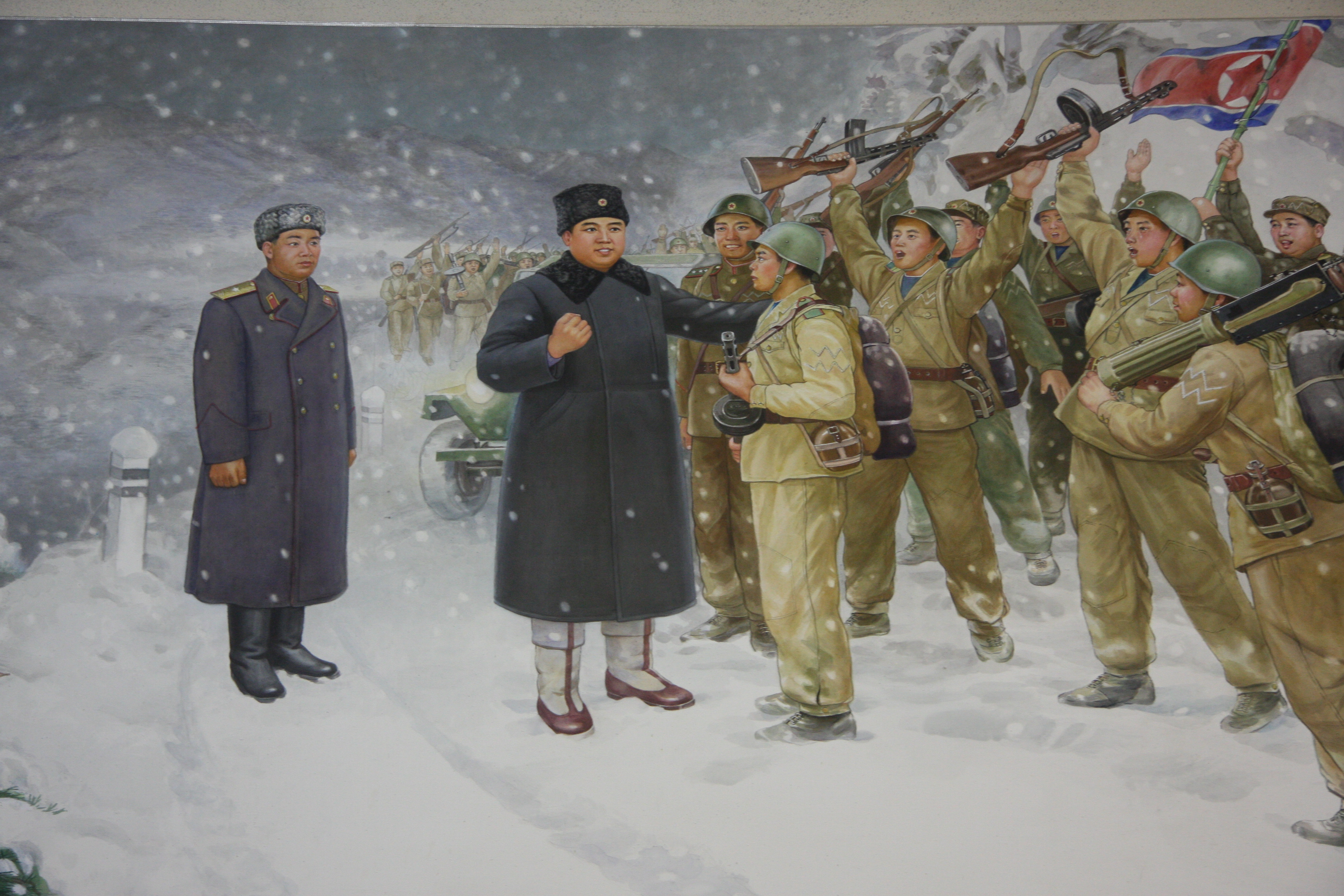
祖国解放戦争勝利記念館に展示される金日成の宣伝画。兵士たちが49式衝鋒槍を携行しており、中央の兵士は両手にそれぞれドラム型弾倉と箱型弾倉の49式衝鋒槍を持っている。

第二次世界大戦のソ連軍や戦後の東側諸国の軍隊を扱った作品の多くに登場する。

### 映画・テレビドラマ
『いだてん〜東京オリムピック噺〜』
第39回「懐かしの満州」に登場。ソ連兵が小松勝を射殺するのに使用。
『霧の火 樺太・真岡郵便局に散った九人の乙女たち』
『ジェネレーションウォー』
劇中でソ連兵が発砲。
『スターリングラード』
『戦火の中へ』
『戦場のピアニスト』
『戦争のはらわた』
ソ連兵のほか、主人公のドイツ兵シュタイナーが全編を通じて使用している。
『大地の子』
第1部「父二人」に登場。ソ連兵が信濃郷満蒙開拓団を虐殺するのに使用。
『タイム・ジャンパー』
『血と砂』
『人間の條件』
『ハムナプトラ3 呪われた皇帝の秘宝』
中国人民解放軍の兵士たちが装備し、それを奪った主人公たちが使用する。
『ヒトラー 〜最期の12日間〜』
『ブラザーフッド』
朝鮮人民軍の兵士が装備する。
『炎628』
パルチザンとロシア解放軍の兵士たちが使用。
『ラーゲリより愛を込めて』
収容所や護送のソ連兵士が携行し、脱走を図る日本兵捕虜を射殺するのに使用する。
『ラストエンペラー』
『レッド・スナイパー 〜独ソ最終決戦〜』　　　　　　　　　　　　　　　　　

### 漫画・アニメ
『Angel Beats!』
死んだ世界戦線（SSS）メンバーの藤巻が使用。
『HELLSING』
少佐の回想シーンにて、赤軍が使用する。
『Re:CREATORS』
アルタイルが使用。
『ウォースパイト〜マルスの目〜』
『ウクライナ混成旅団』
単行本「幻の豹 The Panther in Ukraina 1950」または「独立戦車隊」収録作品。赤軍歩兵やウクライナ混成旅団の主武器として登場する。

『人狼』
セクト戦闘員が使用。
『戦場ドラマコミックシリーズ JAPAN WAR 1945 新大東亜戦記』
JAPAN WAR 1945 - マンガ図書館Z（外部リンク）
『ドールズフロントライン』
ペーペーシャ41が使用。
『ルパン三世 カリオストロの城』
『甲鉄傳紀』
「ウシガエル」でテリヤス警備保障隊員が使用。

### ゲーム
『Alliance of Valiant Arms』
『Fallout』シリーズ
コンバットライフル、コンバットショットガンとして登場。
『HIDDEN & DANGEROUS 2』
『OPERATION7』
『Operation Darkness』
『Red Orchestra: Ostfront 41-45』
『VIETCONG: ベトコン』
『You Are Empty』
ドラムマガジン仕様が登場する。
『コール オブ デューティシリーズ』
『CoD』
ソ連軍のサブマシンガンとして登場する。
『CoD:UO』
ソ連軍のサブマシンガンとして登場する。
『CoD:FH』
ソ連軍のサブマシンガンとして登場する。
『CoD2』
ソ連軍のサブマシンガンとして登場する。
『CoD:WaW』
ソ連軍の短機関銃として登場する。
『CoD:BO』
キャンペーンでソ連軍が使用しており、ボックスマガジン仕様とドラムマガジン仕様の両方が登場する。
『CoD:BO3』
ゾンビモード、マルチプレイヤーで使用可能。
『CoD:WWII』
サブマシンガンとして登場する。

『スナイパーエリートV2』
ソ連兵がドラムマガジン仕様を装備。主人公、カール・フェアバーンも奪って使用することが可能。
『戦場のカルマ』
『トータル・タンク・シミュレーター』
ソビエト連邦のSMG(サブマシンガン兵)が装備している。また戦車搭乗員らも装備している。
『バトルフィールド バッド カンパニー2』
『メダル・オブ・オナー ヨーロッパ強襲』

### 小説・ラノベ
『モスクワ2160』
主人公ダニーラ=クラギンの愛銃
『スキル『市場』で異世界から繋がったのは地球のブラックマーケットでした』
ヨシュアこと武生由晶が中東某小国の武器商人サイモンから仕入れた銃器として登場。ヨシュアやエルダードワーフ娘ミルリル、南大陸のエルフの元王子と付き人兼巫女が使用したり等。